# Гуслянка (Могилёвская область)
Гуслянка — деревня в составе Вендорожского сельсовета Могилёвского района Могилёвской области Белоруссии.

## Географическое положение
Ближайшие населённые пункты: Гуслище, Красница 1.